# Pulford Castle

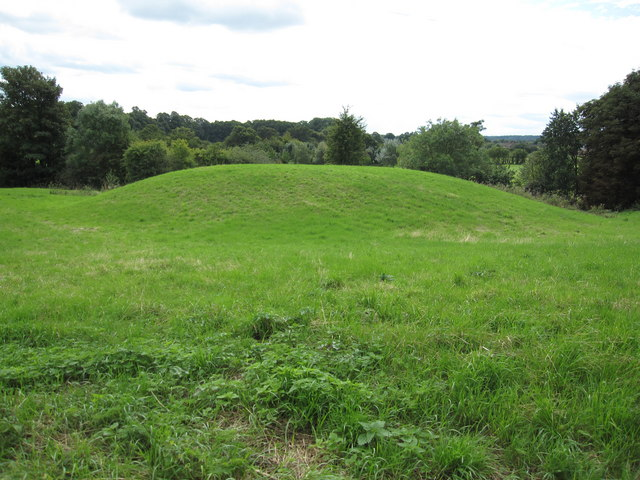
Erdwerke von Pulford Castle

Pulford Castle ist eine abgegangene Burg im Dorf Pulford in der englischen Grafschaft Cheshire. Das Gelände unmittelbar südlich der St Mary’s Church gilt als Scheduled Monument.

## Geschichte
Die Burg war eine kleine Motte, die den Wegübergang über den Pulford Brook schützte. Der Bach bildet die Grenze zwischen England und Wales in der Nähe der Straße von Wrexham nach Chester. Im 12. Jahrhundert ließ Robert de Pulford die Burg erbauen. Aufzeichnungen zeigen, dass sie 1403 im Kampf gegen die Truppen von Owain Glyndŵr mit einer Garnison belegt war. Heute sind nur noch Erdwerke erhalten.